# Asychis tosaensis
Asychis tosaensis är en ringmaskart som beskrevs av Imajima 200. Asychis tosaensis ingår i släktet Asychis och familjen Maldanidae. Inga underarter finns listade i Catalogue of Life.